# Kathedraal van Nevers

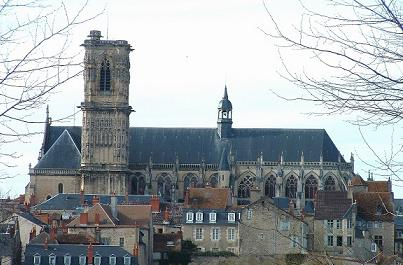
De cathédrale Saint-Cyr-et-Sainte-Julitte in Nevers

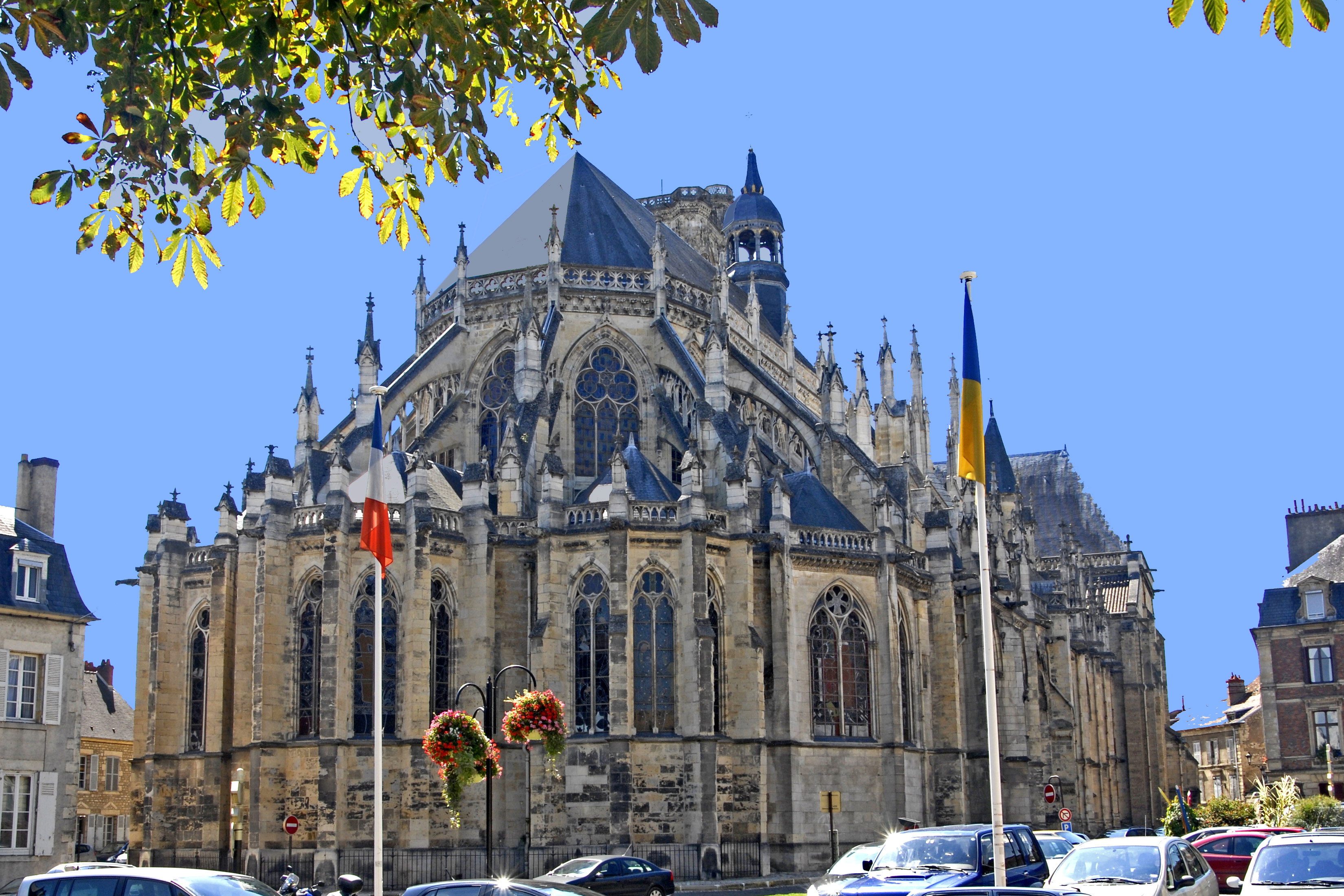

De Kathedraal van Nevers (in het Frans voluit: Cathédrale Saint-Cyr-et-Sainte-Julitte de Nevers) is het belangrijkste religieuze gebouw van de Franse stad Nevers. De kathedraal is gewijd aan de heilige martelaars Quiricus en Julitta omgekomen in 304. De bouw van de kathedraal werd in de 10e eeuw aangevat en pas in de 16e eeuw afgewerkt, in gotische stijl. Het opvallendste aan het gebouw is dat er twee koren zijn. Het oostelijke koor is gotisch, het westelijke is romaans. De kerk is de zetel van het bisdom Nevers.
Het bouwwerk werd als onroerend erfgoed beschermd en kreeg in 1862 de status van Frans geklasseerd monument historique.
De kathedraal werd zwaar beschadigd tijdens een bombardement in 1944 maar werd nadien hersteld.
Aix · Albi · Amiens · Auch · Auxerre · Bayeux · Bayonne · Beauvais · Béziers · Bordeaux · Bourges · Carcassonne · Châlons · Chartres · Clermont-Ferrand · Dijon · Évreux · Laon · Le Mans · Limoges · Lisieux · Lyon · Meaux · Metz · Nantes · Narbonne · Nevers · Orléans · Parijs · Poitiers · Quimper · Reims · Rodez · Rouen · Sées · Sens · Soissons · Straatsburg · Toul · Toulouse · Tours · Troyes